# Сергеевка (Костанайская область)
Сергеевка (каз. Сергеев) — село в Костанайском районе Костанайской области Казахстана. Входит в состав Белозёрского сельского округа. Находится примерно в 41 км к юго-западу от центра города Костаная. Код КАТО — 395435300.

## Население
В 1999 году население села составляло 403 человека (207 мужчин и 196 женщин). По данным переписи 2009 года, в селе проживал 541 человек (281 мужчина и 260 женщин).